# Stephan Joho
Stephan Joho (nascido em 4 de setembro de 1963) é um ex-ciclista profissional suíço, mais conhecido por vencer duas etapas no Giro d'Italia. Competiu na perseguição individual e corrida por pontos nos Jogos Olímpicos de Verão de 1984.